# Гусева, Екатерина Константиновна
Екатери́на Константи́новна Гу́сева (род. 9 июля 1976, Москва) — российская актриса театра, кино, телевидения, мюзиклов, озвучивания и дубляжа, певица. Заслуженная артистка Российской Федерации (2009).

## Биография
Отец Константин Васильевич Гусев — портной, мать Тамара Михайловна Гусева работала главным инспектором в Административно-технической инспекции города Москвы. За время учёбы в школе Екатерина перепробовала множество занятий — спортивную гимнастику, фигурное катание, плавание, танцы, школьный театр.
Собиралась поступать в Московский биотехнологический институт, но на одном из школьных «капустников» её заметила ассистентка Евгения Рубеновича Симонова и предложила попробовать поступить в высшее театральное училище имени Б. В. Щукина. В 1993 году поступила на курс Е. Р. Симонова — после смерти которого курс вела В. П. Николаенко.
В начале 1995 года была приглашена одной из помощниц ведущего Михаила Борисова в телеигру «Русское лото». Вместе с Борисовым и второй помощницей Анной Марковой исполняла различные роли в тематических театрализованных заставках, которыми открывался каждый тираж игры на протяжении восьми лет.
После получения диплома в 1997 году сыграла главную роль в первом фильме Николая Лебедева «Змеиный источник» и получила предложение от Марка Розовского стать актрисой его театра «У Никитских ворот».
В 1999 году приняла участие в дивертисментах к фильму Леонида Парфёнова «Живой Пушкин» — 5-серийной саге о жизни поэта А. С. Пушкина к 200-летнему юбилею со дня его рождения.
Отработав четыре года в театре Розовского, Екатерина ушла в мюзикл «Норд-Ост». Специально для роли Кати Татариновой начала брать уроки профессионального вокала и музыкальной грамоты. Готовясь к премьере «Норд-Оста», Екатерина Гусева успела сняться в принёсшем ей всероссийскую известность сериале Алексея Сидорова «Бригада». Весной 2002 года вместе со своим партнёром по «Норд-Осту» Андреем Богдановым и авторами спектакля Алексеем Иващенко и Георгием Васильевым Екатерина Гусева покорила Северный полюс, водрузив на нём флаг с автографами группы мюзикла. Во время этой экспедиции она пела при температуре −40 °C, этот факт был занесён в Книгу рекордов России.
23 октября 2002 года у актрисы в «Норд-Осте» был выходной, но все три дня теракта она провела около Театрального центра на Дубровке. В феврале 2003 года Екатерина Гусева вновь вышла на сцену в роли Кати Татариновой в восстановленной версии спектакля. Когда показы новой версии мюзикла прекратились (май 2003 г.), Гусева поступила в труппу театра имени Моссовета, в которой и состоит по настоящее время.
Приняла участие в записи дисков «Норд-Ост: Избранное» (2002) и «7 подарков к Рождеству» (Классические рождественские песни в переводе Георгия Васильева) (2004), записала несколько песен как сольная певица. В дуэте с Леонидом Серебренниковым исполняет русские романсы. В 2006 году выпустила первый сольный диск «Может быть, получится».
Участвовала в проекте Первого канала «Звёзды на льду» в паре с фигуристом Романом Костомаровым.
Исполняла главную роль в мюзикле «Красавица и Чудовище» вплоть до его закрытия в апреле 2010 года. Также с ноября 2011 года исполняла главную роль в мюзикле «Звуки музыки» (премьера — октябрь 2011 года).
В 2004 и 2011 годах снималась для русской версии мужского журнала Maxim.

## Общественная позиция
В 2024 году стала доверенным лицом кандидата в президенты России Владимира Путина.
В 2024 году за поддержку военного вторжения России на Украину Министерством культуры и стратегического развития Украины признана угрозой национальной безопасности Украины.

## Личная жизнь
С 2 августа 1997 года замужем за бизнесменом Владимиром Евгеньевичем Абашкиным (род. 1966), владельцем художественно-производственной фирмы «Base-Beauty». Имеет двух детей: сына Алексея (род. 1998) и дочь Анну (род. 2010).

## Роли в театре
Театр «У Никитских ворот» (1997—2001):
- «Бедная Лиза»
- «Доктор Чехов»
- «Романсы с Обломовым»
- «Любовь и жизнь убитого студента»
- «Гамбринус»
- «Убивец»
- «Утиная охота» Александра Вампилова
- «Три поросёнка»

Продюсерская компания «Линк» (2001—2003):
- «Норд-Ост», мюзикл по роману Вениамина Каверина «Два капитана» — Катя Татаринова

Международное театральное агентство «Арт-Партнёр XXI» (2002):
- «Столетник»

Театр имени Моссовета (2003 год — настоящее время):
- «Учитель танцев» Лопе де Вега. Режиссёр: Юрий Ерёмин — Флорелла.
- «Странная история доктора Джекила и мистера Хайда» (музыкальный спектакль). Режиссёр: Павел Хомский — Люси Харис, певица из кабаре
- «В пространстве Теннесси У.» по пьесе Теннесси Уильямса «Трамвай „Желание“». Режиссёр: Юрий Ерёмин — Стелла Дюбуа
- «Иисус Христос — суперзвезда» — Мария Магдалина[12]
- «Царство отца и сына» по драматическим произведениям А. К. Толстого. Режиссёр: Юрий Ерёмин — Ирина, жена царя Фёдора
- «Римская комедия (Дион)» по пьесе Леонида Зорина. Режиссёр: Павел Хомский — Лоллия
- «Морское путешествие 1933 года» театральная вариация на тему фильма С. Крамера «Корабль дураков». Режиссёр: Юрий Ерёмин — Графиня, арестантка
- «Идиот» по мотивам романа Ф. М. Достоевского. Режиссёр: Юрий Ерёмин — Настасья Филипповна
- «8 любящих женщин» по пьесе Робера Тома. Режиссёр: Олеся Невмержицкая — Огюстина
- Бременские музыканты. Режиссёр: Евгений Марчелли. — Атаманша
- «Ричард III» по пьесе Уильяма Шекспира. Режиссёр: Нина Чусова — королева Елизавета

Театриум на Серпуховке (2006—2008):
- «Дракон» — Эльза

«Стейдж Энтертейнмент» (октябрь 2008 — май 2012):
- «Красавица и Чудовище» — Белль
- «Звуки музыки» — Мария Райнер (фон Трапп)

Московская государственная академическая филармония (с 2009 года):
- «Сказки с оркестром» Аленький цветочек
- «Сказки с оркестром» Сказки Пушкина
- «Сказки с оркестром» Синяя птица
- «Сказки с оркестром» Снегурочка
- «Сказки с оркестром» Хозяйка Медной горы

Московская оперетта (с 2012 года):
- «Граф Орлов» — Екатерина Великая
- «Анна Каренина» — Анна Каренина

Авторский музыкальный театр Александра Рагулина «АРТель» (с 2019 года):
- «КарамазоВЫ» — Грушенька / Катерина Ивановна
- «Последний Романовъ» — Александра Фёдоровна

## Фильмография
| Год       |   | Название                                   | Роль                                               |
| --------- | - | ------------------------------------------ | -------------------------------------------------- |
| 1997      | ф | Змеиный источник                           | Дина Сергеева, студентка-практикантка пединститута |
| 1998—2003 | с | Самозванцы                                 | секретарь (шестая серия)                           |
| 1998      | ф | Райское яблочко                            | официантка                                         |
| 1998      | ф | Билборд / Billboard (Польша)               | Таня Селиванова, модель                            |
| 1999      | ф | Директория смерти (новелла 9 «Ход ферзём») | Марина                                             |
| 2000      | с | Остановка по требованию                    | Катя, воспитатель детского сада                    |
| 2001      | ф | Бледнолицый лжец                           | Настенька                                          |
| 2001      | ф | С днём рождения, Лола!                     | Лола                                               |
| 2002      | с | Бригада                                    | Ольга Белова (Сурикова)                            |
| 2002      | ф | Щит Минервы                                | Марго                                              |
| 2003      | ф | Интимная жизнь Севастьяна Бахова           | студентка Катя                                     |
| 2003      | с | Небо и земля                               | Марина Шведова, стюардесса                         |
| 2003      | ф | Ищу невесту без приданого                  | Вера Игнатова, воспитательница в детсаде           |
| 2004      | с | Курсанты                                   | медсестра Лиза                                     |
| 2004      | ф | На Верхней Масловке                        | Катя                                               |
| 2004      | ф | От 180 и выше                              | Оксана                                             |
| 2005      | с | Есенин                                     | Августа Миклашевская                               |
| 2005      | с | Охота на изюбря                            | Ирина                                              |
| 2006      | ф | Час пик                                    | Ксения Баженова, по мужу Ветвицкая                 |
| 2006      | ф | Флэш.ка                                    | Вика                                               |
| 2007      | ф | Он, она и я                                | Маша Арсеньева                                     |
| 2007      | ф | Платки                                     | Анна, художница                                    |
| 2007      | ф | Беглянки                                   | телеведущая Анна Зиновьева                         |
| 2007      | ф | Спасибо за любовь!                         | Лара                                               |
| 2007      | ф | Танкер «Танго»                             | Анна, рыбачка                                      |
| 2008      | с | Жаркий лёд                                 | Наташа Трофимова                                   |
| 2008      | с | Спасите наши души                          | Надежда Хруничева, певица                          |
| 2009      | ф | Человек, который знал всё                  | Ирина                                              |
| 2009      | с | Фотограф                                   | Алла Литвак                                        |
| 2009      | ф | Прогулка по Парижу                         | Полина                                             |
| 2009      | с | Вербное воскресенье                        | Маргарита Полозкова, балерина, депутат Госдумы     |
| 2009      | ф | Если бы я тебя любил                       | Таня                                               |
| 2010      | ф | Я не я                                     | Лена, мошенница в Сочи                             |
| 2010      | ф | Брест. Крепостные герои                    | образы защитниц Брестской крепости                 |
| 2011      | с | Лектор                                     | Кира                                               |
| 2011      | ф | Золотая рыбка в городе N                   | дворничиха Маруся                                  |
| 2012      | с | Одесса-мама                                | Марина Захаровна Антипова                          |
| 2012      | с | Деревенская история                        | Люба                                               |
| 2012      | ф | Бригада: Наследник                         | Ольга Белова                                       |
| 2013      | ф | 12 месяцев                                 | Черномор, владелица караоке-клуба                  |
| 2013      | ф | Излечить страх                             | Анна Ланская                                       |
| 2013      | ф | Деньги                                     | Валентина                                          |
| 2013      | с | Тальянка                                   | Татьяна                                            |
| 2013      | ф | Невидимки                                  | Рита Муравьёва                                     |
| 2013      | ф | Weekend                                    | Жанна, жена Лебедева                               |
| 2013      | с | Тамарка                                    | Тамара                                             |
| 2016      | с | Тонкий лёд                                 | Ирина Палагина                                     |
| 2016      | с | Чёрная кошка                               | Лариса                                             |
| 2016      | с | Все возрасты любви                         | Катя Маковцова                                     |
| 2016      | ф | Мать моя женщина                           | Наталья Петровна                                   |
| 2016      | ф | Найти мужа Дарье Климовой                  | Дарья Климова                                      |
| 2019      | ф | Тобол                                      | Екатерина I                                        |
| 2019      | ф | Домовой                                    | Вика                                               |
| 2019      | с | А. Л. Ж. И. Р.                             | Софья Тер-Ашатурова                                |
| 2019      | с | Двое против смерти                         | Римма                                              |
| 2019      | с | Входя в дом, оглянись                      | Антонина                                           |
| 2020      | с | Разбитое зеркало                           | Даша                                               |
| 2020      | с | Казанова                                   | офицер КГБ                                         |
| 2020      | ф | Лялин дом                                  | Ляля                                               |
| 2021      | с | Наперекор судьбе                           | Дина Купцова                                       |
| 2021      | ф | Я хочу! Я буду!                            | Надежда                                            |
| 2021      | ф | Китайский дворец. Наследие императрицы     | главная роль                                       |
| 2022      | ф | Африка                                     | Вера Васильевна, мама                              |
| 2022      | ф | Аманат                                     | Мария Оленина                                      |
| 2022      | ф | Модель                                     | Мария Антонова, мама Ани                           |
| 2023      | ф | На Рубле без рубля                         | Анна                                               |
| 2024      | с | Музыка времени                             | Светлана                                           |
| 2024      | ф | Время есть!                                | Надя                                               |
| 2025      | ф | Романовы: Преданность и предательство      | Наталья Брасова                                    |

## Видеоклипы
- 2013 — шоу «Yesterday Live» пародийный клип «Доктора с учителями» (кавер-версия на песню «„Sexual Revolution“ группы „Army of Lovers“») совместно со Станиславом Ярушиным, Ириной Киреевой, Даниилом Щеблановым.

## Озвучивание
- 2006 — «Горбун из Нотр-Дама» (1996) — Эсмеральда
- 2006 — «Гроза муравьёв» — Хова
- 2020 — Иммерсивная экспозиция «Поезд Победы» — машинист Лидия (голос аудиогида)[13]

## Телевизионная карьера

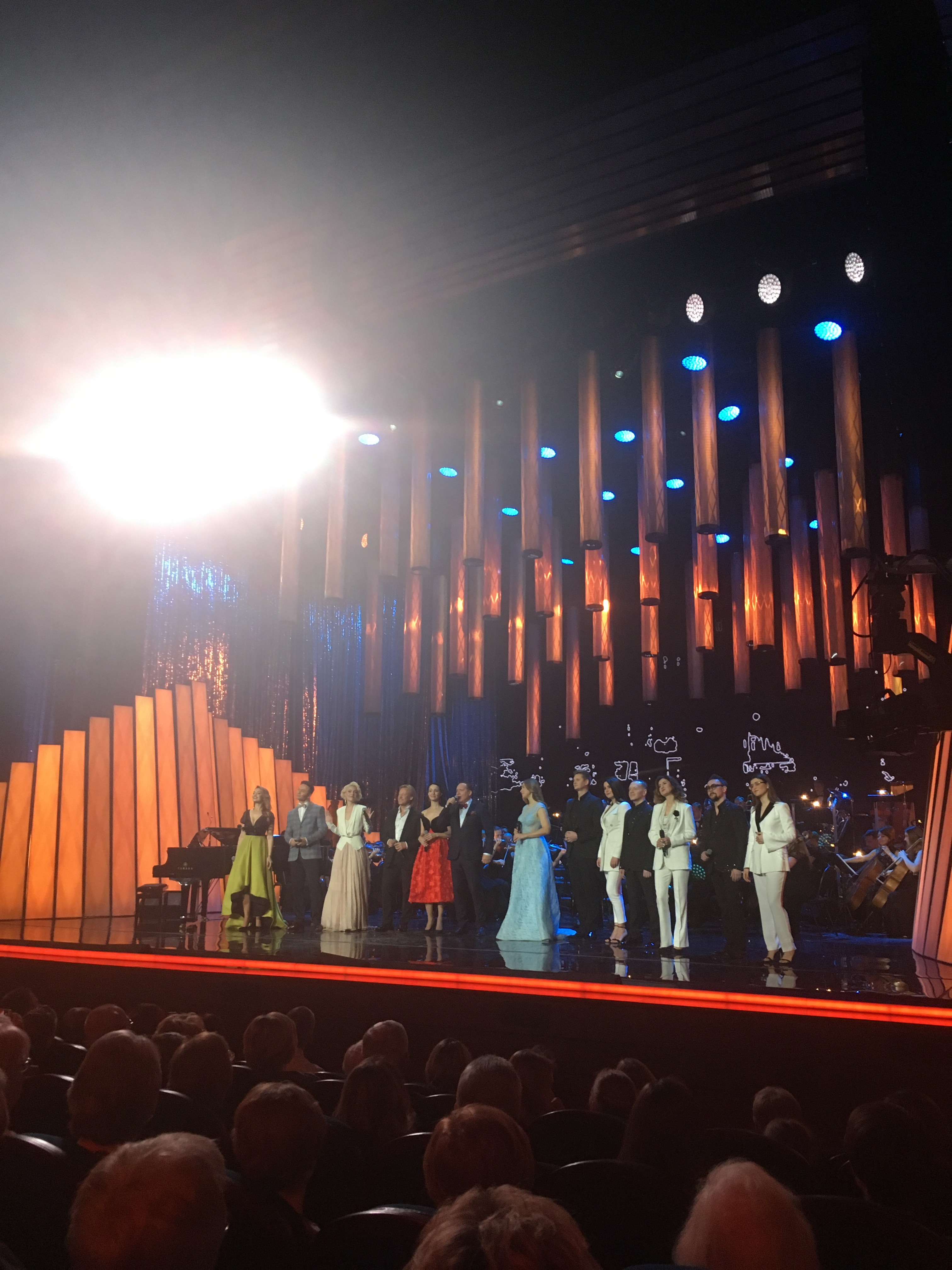
Запись концерта «Мистер Совершенство!» встреча с Максимом Дунаевским (к 75-летию композитора). Ведущая Екатерина Гусева

- 1995—2001 годы: помощница ведущего в телевизионной игре «Русское лото» на телеканале «РТР».
- 2003 год: участница телевизионной игры «Форт Боярд» на телеканале «Россия». В составе команды Эрнест Мацкявичюс, Владимир Вдовиченков, Павел Майков, Дмитрий Дюжев и Елена Выходцева выиграла 90030 рублей.
- 2004 год: участница телевизионной игры «Форт Боярд» на телеканале «Россия». В составе команды Егор Титов, Ирина Слуцкая, Владимир Пресняков-Младший, Александр Хабаров и Эдуард Бондаренко выиграла 40050 рублей.
- 2006 год: участница телевизионной игры «Большие гонки» на Первом канале в Сезоны 1-10.
- 2011 год: ведущая телевизионного шоу «Призрак Оперы» на Первом канале. Соведущий Антон Макарский
- 2012 год: участница 4 сезона телевизионного шоу «Две звезды» на Первом канале в паре с Николаем Расторгуевым
- 2013 год: участница телевизионного шоу «Yesterday Live» на Первом канале
- 25.03.2015 год: Гость в программе «Мой герой»
- с 2016 года по настоящее время: ведущая телепередачи «Романтика романса» на телеканале «Культура».
- 11.10.2016 год: Гость в программе «Вечерний Ургант»
- 20.01.2017 год: Гость в программе «Наедине со всеми»
- 09.04.2019 год: Гость в программе «Вечерний Ургант»
- 2021 год: Участник в проекте телеканала «Россия-1» «Танцы со звёздами». Бронзовый призёр проекта[14].
- 2023 год: Участница седьмого сезона шоу «Три аккорда» на Первом канале.

## Признание и награды

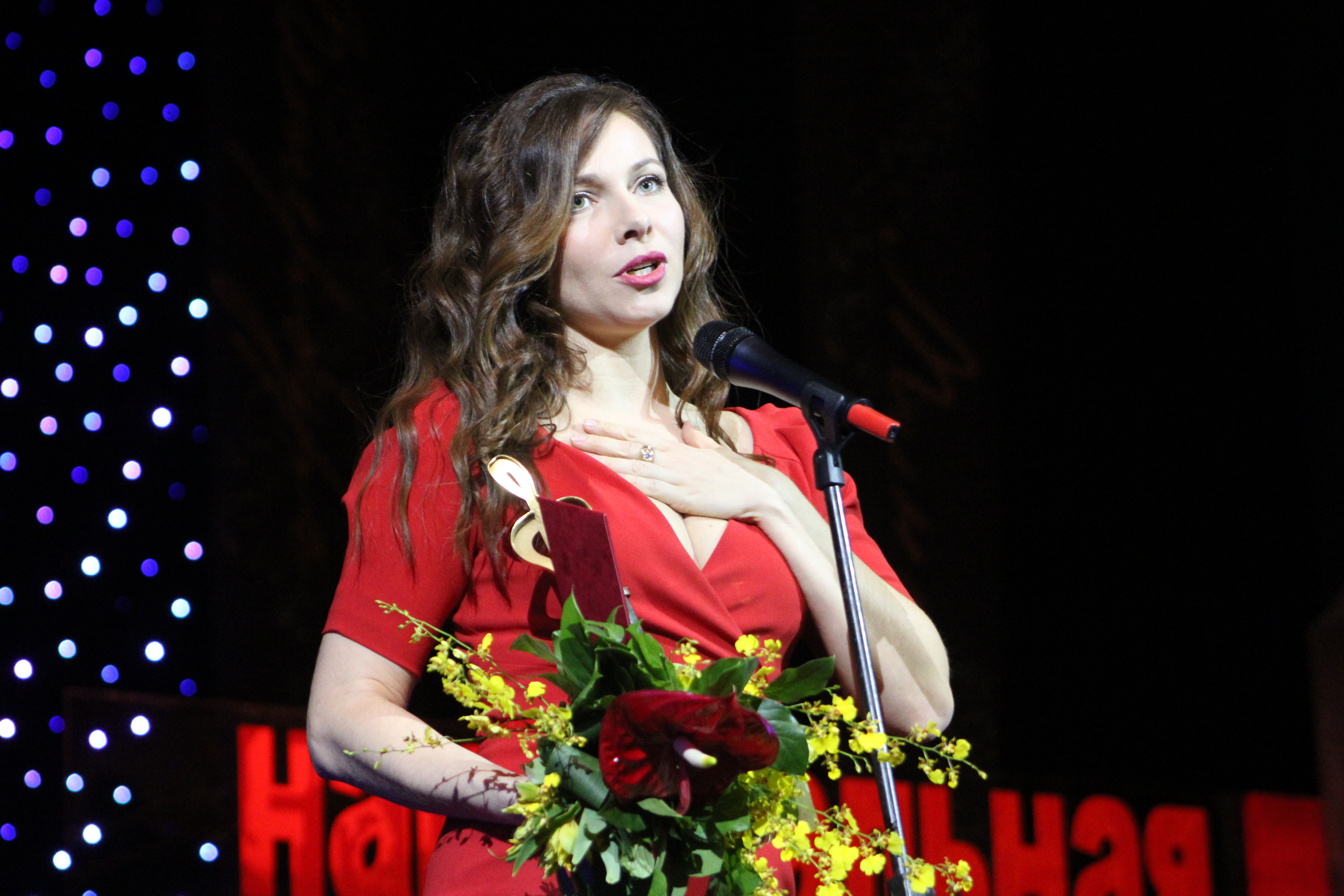
Екатерина Гусева на церемонии вручения премии «Музыкальное сердце театра», 2012

- Номинация на премию «Золотая маска» (лучшая женская роль в музыкальном спектакле «Норд-Ост») (2003).
- Приз «Лучшая актриса телесериала» («Бригада») на XII фестивале «Виват кино России!» в Санкт-Петербурге (2004).
- Лауреат театральной премии «Чайка
» в номинации «Обольстительная женщина» за роль Люси Харрис в спектакле «Странная история доктора Джекила и мистера Хайда» (2005).
- Заслуженная артистка Российской Федерации (2009)[1].
- Лауреат интернет-премии «Жорж» в номинации Лучшая российская актриса (2010)[15].
- Приз «За лучшую женскую роль» (фильм «Золотая рыбка в городе N») на XIV Всероссийском фестивале визуальных искусств в Туапсе (2010)
- Лауреат Национальной премии «Музыкальное сердце театра» — 2012 в номинации «Лучшая исполнительница роли второго плана».
- Номинация на премию «Золотой орёл» За лучшую женскую роль второго плана («Weekend»)
- «Почётный деятель искусств города Москвы» (2023)
- Орден «За заслуги перед казачеством России» II степени (2023) — за исполнение роли в фильме «Святитель». Награда вручена представителями батальона имени генерала Духовского на сцене Театра имени Моссовета 28 декабря 2023 г.